# Bączek czarny
Bączek czarny (Ixobrychus flavicollis) – gatunek dużego ptaka z rodziny czaplowatych (Ardeidae). Występuje w Azji Południowej, Południowo-Wschodniej, w południowej części Azji Wschodniej, na niektórych wyspach Oceanii oraz w części Australii. Nie jest zagrożony wyginięciem.

## Taksonomia
Po raz pierwszy zgodnie z zasadami nazewnictwa binominalnego gatunek ten opisał John Latham w 1790 w 2. tomie Index ornithologicus. Nowemu gatunkowi nadał nazwę Ardea flavicollis, a jako miejsce typowe wskazał Indie. Latham opisał ten gatunek już w 1787 w suplemencie do General Synopsis of Birds, ale wówczas użył jedynie zwyczajowej angielskiej nazwy Yellow-necked Heron. Obecnie (2022) Międzynarodowy Komitet Ornitologiczny (IOC), autorzy Handbook of the Birds of the World i Kompletnej listy ptaków świata umieszczają bączka czarnego w rodzaju Ixobrychus. Dawniej często był umieszczany w monotypowym rodzaju Dupetor. IOC wyróżnia trzy podgatunki, tak jak i autorzy HBW. Ptaki z Moluków bywały wydzielane do podgatunku I. f. gouldi.

## Podgatunki i zasięg występowania
IOC wyróżnia następujące podgatunki:	
- I. f. flavicollis (Latham, 1790) – bączek czarny[6] – Pakistan na wschód po południowo-wschodnie Chiny, dalej na południe po Wielkie Wyspy Sundajskie, Filipiny, Celebes i okoliczne wyspy[5]
- I. f. australis (Lesson, 1831) – Moluki, Timor, wyspy Aru, nizinna część Nowej Gwinei, Archipelag Bismarcka na południe po zachodnią, północną i wschodnią Australię[5]
- I. f. woodfordi (Ogilvie-Grant, 1888) – bączek brodaty[6] – Wyspy Salomona[5]

## Morfologia
Długość ciała wynosi 54–66 cm, masa ciała 208–420 g, rozpiętość skrzydeł 73,5–80 cm. Wymiary szczegółowe dla nieokreślonej liczby samców i samic: długość skrzydła 197–215 mm u samców, 196–204 mm u samic; długość dzioba (od linii piór) 69–82 mm; długość skoku 61–70 mm; długość ogona 63–74 mm. U samca w upierzeniu dominuje barwa ciemnoszara, u samicy – ciemnobrązowa. U ptaków obojga płci na grzbiecie upierzenie jest jednolicie ciemne, a od brody do nasady szyi po każdym z boków biegnie płowożółty pas. Szyję i górną część piersi gęsto pokrywają brązowe, płowe i brudnobiałe pasy. Dziób w górnej części jest czarny, w dolnej – żółtawy. Nogi i stopy mają barwę oliwkowobrązową. Prawdopodobnie zachodzą sezonowe zmiany w barwie skóry. Osobniki młodociane wyróżniają się jaśniejszym upierzeniem z rdzawym nalotem. Mają brązowe ciemię i płowe krawędzie piór grzbietu. Ich żółty pasek na szyi jest mniej widoczny niż u dorosłych ptaków. Tęczówka ma barwę od złotobrązowej do czerwonej. Dziób czerwonawy, jaśniejszy i bardziej żółty na końcu i w bliższej końcowi połowie żuchwy. Naga skóra po bokach głowy fioletowa. Nogi i stopy ciemnobrązowe.

## Ekologia i zachowanie
Zwykle bączki czarne zamieszkują gęsto zalesione okolice strumieni, oczek wodnych lub innych trwałych obszarów wodnych. W Indiach odnotowywane do 1200 m n.p.m. Ich pożywieniem są ryby dochodzące do 15 cm długości (m.in. z rodzajów Perca, Amniataba, Gobiomorphus), płazy bezogonowe, jaszczurki, mięczaki, skorupiaki. Żerują wzdłuż wód stojących lub płynących. Pod względem zachowania nie różnią się znacząco od innych przedstawicieli Ixobrychus. Najaktywniejsze są o świcie i zmierzchu oraz podczas deszczowej pogody ze słabą widocznością. W dzień przebywają wśród roślinności wodnej i zobaczyć je można wyłącznie, gdy zostaną spłoszone. Zaskoczone bączki czarne, zarówno dorosłe, jak i nielotne jeszcze młode, zamierają w bezruchu dobrze maskując się.

### Lęgi
W północnej części zasięgu pora lęgów związana jest z monsunami: w Indiach i Pakistanie jest to głównie okres od czerwca do września, kiedy trwają monsuny południowo-zachodnie. W Indiach opisywano kolonie lęgowe bączków czarnych, które miały gniazdować razem z czaplami. O gniazdowaniu w Australii niewiele wiadomo. Na tym kontynencie zakładają gniazda w odosobnieniu, w koronach dobrze ukrytych drzew zwisających nad wodę. Gniazdo ma formę platformy z gałęzi lub roślinności wodnej z niewielkim zagłębieniem pośrodku. Umieszczone jest na wygiętej roślinności wodnej lub bambusach, około metra nad powierzchnią wody. Przeważnie w zniesieniu znajdują się cztery jaja. Skorupka ma kształt szerokiego owalu, podobnie obłego na obydwu krańcach, i barwę białą z niebieskawym lub morskim nalotem. Średnie wymiary dla 40 jaj: 41,6 na 31,4 mm. Inkubacja rozpoczyna się od zniesienia pierwszego jaja, jednak czas wysiadywania nie jest znany. Młode typowo dla czaplowatych karmione są przez zwracanie pokarmu. Obydwa ptaki z pary uczestniczą w opiece nad potomstwem.

## Status zagrożenia
IUCN uznaje bączka czarnego za gatunek najmniejszej troski (LC, Least Concern) nieprzerwanie od 1988 (stan w 2021). W 2006 organizacja Wetlands International szacowała, że liczebność światowej populacji mieści się w przedziale około 63 000 – 320 000 osobników; oceniała globalny trend liczebności jako spadkowy, choć u niektórych populacji nie był on znany.